# Roccabascerana
Roccabascerana ist eine italienische Gemeinde mit 2350 Einwohnern (Stand 31. Dezember 2023) in der Provinz Avellino in der Region Kampanien.

## Geografie
Die Nachbargemeinden sind Arpaise (BN), Ceppaloni (BN), Montesarchio (BN), Pannarano (BN), Apollosa (BN), Pietrastornina und San Martino Valle Caudina. Die Ortsteile lauten Cassano Caudino, Squillani, Tufara Valle, Tuoro und Zollie.